# Taufbecken (Courpiac)

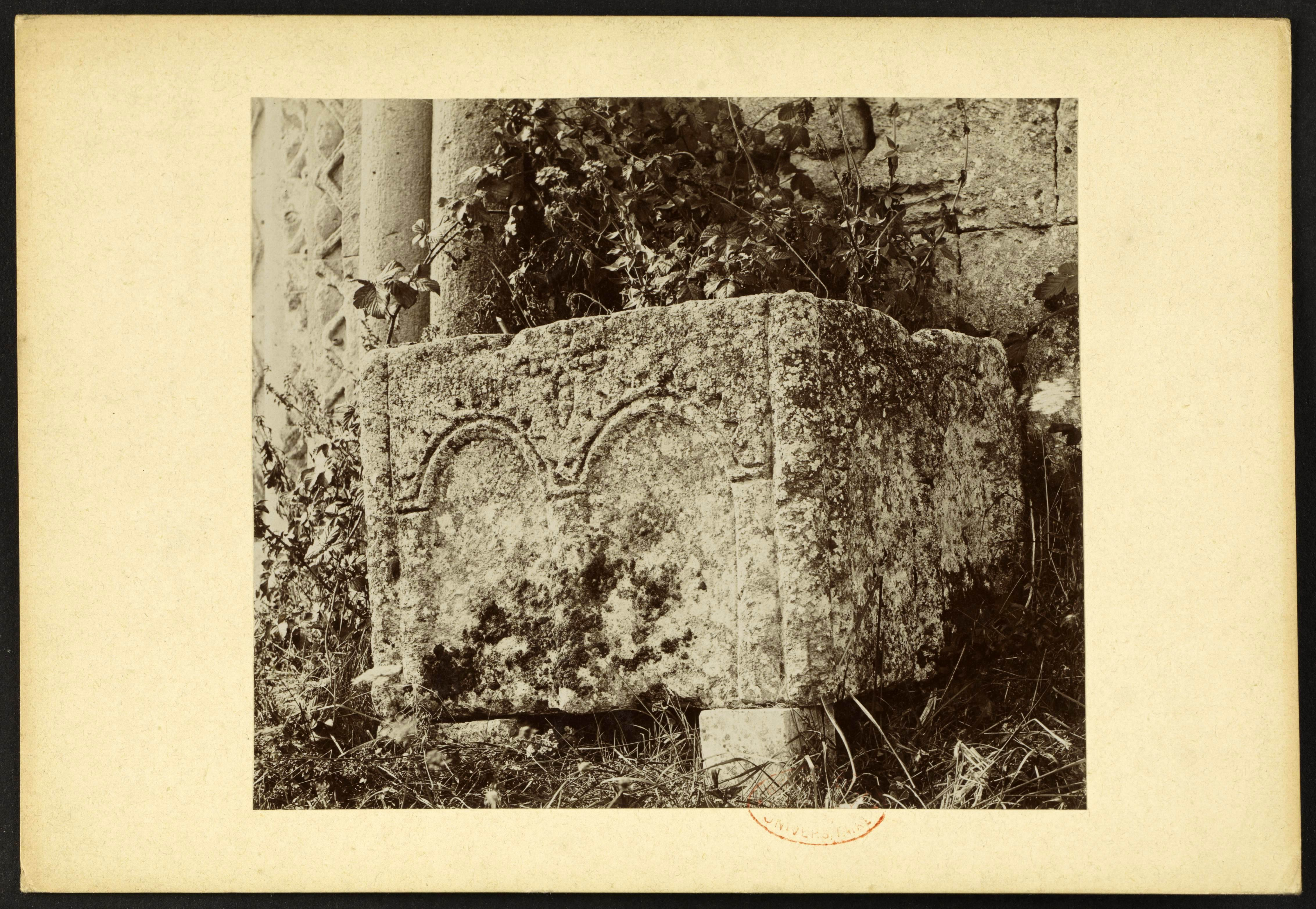
Taufbecken in Courpiac (Foto von Jean-Auguste Brutails, um 1900)

Das Taufbecken in der Kirche St-Christophe in Courpiac, einer französischen Gemeinde im Département Gironde der Region Nouvelle-Aquitaine, wurde im 12. Jahrhundert geschaffen. Im Jahr 1908 wurde das romanische Taufbecken als Monument historique in die Liste der denkmalgeschützten Objekte (Base Palissy) in Frankreich aufgenommen.
Das steinerne Taufbecken besteht aus einem rechteckigen Becken, das an den Außenseiten mit Rundbögen verziert ist.